# Ryanggang
Ryanggang är en provins i Nordkorea. Provinsen gränsar till Kina i norr, Norra Hamgyong i öster, Södra Hamgyong i söder och Chagang i väster. I Ryanggang ligger bland annat staden Hyesan, som också är provinsens huvudstad. Provinsen bildades 1954 när den separerades från Södra Hamgyŏng. Provinsen indelas i en stadskommun och elva landskommuner.

## Städer
- Hyesan-shi (혜산시; 惠山市)

## Landskommuner
- Kapsan-gun (갑산군; 甲山郡)
- Kimjŏngsuk-gun (김정숙군; 金貞淑郡)
- Kimhyŏn-gun (김형권군; 金亨權郡)
- Kimhyŏngjik-gun (김형직군; 金亨稷郡)
- Paegam-gun (백암군; 白岩郡)
- Poch'ŏn-gun (보천군; 普天郡)
- P'ungsŏn-gun (풍서군; 豊西郡)
- Samjiyŏn-gun (삼지연군; 三池淵郡)
- Samsu-gun (삼수군; 三水郡)
- Taehongdan-gun (대홍단군; 大紅湍郡)
- Unhŭng-gun (운흥군; 雲興郡)